# Jan Lehane
Jan Lehane O'Neill, avstralska tenisačica, * 9. julij 1941, Grenfell, Novi Južni Wales, Avstralija.
V posamični konkurenci je največji uspeh dosegla na turnirjih za Prvenstvo Avstralije, kjer se je v letih 1960, 1961, 1962 in 1963 štirikrat zapored uvrstila v finale, kjer jo je vselej premagala Margaret Smith v dveh nizih. Na turnirjih za Amatersko prvenstvo Francije, Prvenstvo Anglije in Nacionalno prvenstvo ZDA se je najdlje uvrstila v četrtfinale. V konkurenci ženskih dvojic se je dvakrat uvrstila v finale turnirja za Prvenstvo Avstralije in enkrat za Prvenstvo Anglije. V konkurenci mešanih dvojic je dvakrat zapored osvojila turnir za Prvenstvo Avstralije skupaj s Trevorjem Fancuttom in Bobom Hewittom.

## Finali Grand Slamov

### Posamično (4)

#### Porazi (4)
| Leto | Turnir                   | Nasprotnica v finalu | Rezultat finala |
| 1960 | Prvenstvo Avstralije     | Margaret Smith       | 5–7, 2–6        |
| 1961 | Prvenstvo Avstralije (2) | Margaret Smith       | 1–6, 4–6        |
| 1962 | Prvenstvo Avstralije (3) | Margaret Smith       | 0–6, 2–6        |
| 1963 | Prvenstvo Avstralije (4) | Margaret Smith       | 2–6, 2–6        |

### Ženske dvojice (3)

#### Porazi (3)
| Leto | Turnir                   | Partnerica           | Nasprotnici v finalu                 | Rezultat finala |
| 1961 | Prvenstvo Avstralije     | Mary Hawton          | Mary Carter Reitano Margaret Smith   | 4–6, 6–3, 5–7   |
| 1961 | Prvenstvo Anglije        | Margaret Smith       | Karen Hantze Susman Billie Jean King | 3–6, 4–6        |
| 1963 | Prvenstvo Avstralije (2) | Lesley Turner Bowrey | Robyn Ebbern Margaret Smith          | 1–6, 3–6        |

### Mešane dvojice (2)

#### Zmage (2)
| Leto | Turnir                   | Partner        | Nasprotnika v finalu             | Rezultat finala |
| 1960 | Prvenstvo Avstralije     | Trevor Fancutt | Christine Truman Martin Mulligan | 6–2, 7–5        |
| 1961 | Prvenstvo Avstralije (2) | Bob Hewitt     | Mary Carter Reitano John Pearce  | 9–7, 6–2        |